# Holma, Somero
Holma (även Papinsaari) är en ö i Finland. Den ligger i sjön Painio och i kommunen Somero i den ekonomiska regionen  Salo ekonomiska region och landskapet Egentliga Finland, i den södra delen av landet, 80 km nordväst om huvudstaden Helsingfors. Öns area är 15,8 hektar och dess största längd är 1 kilometer i sydöst-nordvästlig riktning.
Arealen på ön är omkring 15 hektar. Ön är den största ön i insjön Painio. På ön finns ett naturskyddsområde av 11 hektar som är fridlyst år 2000 och äges av Somero stad.